# 小田和金貞
小田和 金貞（おたわ　かねさだ、生年不明 - 1971年）は、日本の教育者、倫理学者。
専門分野は倫理学。担当科目は都留短期大学・都留文科大学を通して全学必修であった倫理学と教育原理。
都留文科大学創設の中心的役割を果たし、同大学の副学長・文学部長をつとめた。

## 略歴
山梨県生まれ。山梨県立臨時教員養成所卒業，都留郡の小学校教員を勤める。さらに東京高等師範学校を経て東京文理科大学に進学し，卒業後は山梨県内の中学校教員となる。
1953年、新たに谷村高等学校内に設置された（新制）山梨県立臨時教員養成所の教務課長兼専任教員として採用された。
都留短期大学教授（教務部長）、都留文科大学副学長、文学部長を歴任する。
また学長不在期間は、学長事務取扱として学長職務を代行し、廃止の決まっていた教員養成所の短期大学化、4年制大学化を主導して実現させた。
さらに病気療養のためあまり大学に出てこれなかった、友枝高彦・諸橋轍次両学長にかわり実質上、大学運営の全権を担っていた。
しかし次第に、創立以来の小田和中心の大学運営体制に教員・学生から大きな反発が生まれ、「都留文科大学事件」とよばれる大学紛争を引き起こすことになった。1963年、その責任をとる形で同大学を退職。
退任後は山梨県立図書館の館長をつとめた。1971年死去。

## 主な著作
- 『山村に於ける社会道徳 - 特に階層観念について』（東京教育大学倫理学会） 1954
- 『甲斐国史』(雄山閣） 1970
- 『西洋の倫理思想』(明玄書房） 1964

## 参考資料
- 『小田和金貞先生追悼録』 1971
- 『都留文科大学事件の記録』(遠山茂樹） 1969
- 『都留文科大学創立30周年記念史』
- 『都留文科大学創立50周年記念史』